# Trzeci rząd Victora Ponty
Trzeci rząd Victora Ponty – rząd Rumunii funkcjonujący od 5 marca do 17 grudnia 2014.
W lutym 2014 rozpadła się dotychczasowa koalicja tworząca drugi rząd Victora Ponty – opuściła ją Partia Narodowo-Liberalna. Doszło następnie do zawiązania nowego porozumienia z udziałem Partii Socjaldemokratycznej (PSD), Narodowego Związku na rzecz Rozwoju Rumunii (UNPR), Partii Konserwatywnej (PC), będącej w fazie organizacji Partii Liberalno-Reformatorskiej (PLR) oraz reprezentującego mniejszość węgierską Demokratycznego Związku Węgrów w Rumunii (UDMR). Na początku marca nowy gabinet uzyskał wotum zaufania w parlamencie, ogłoszono też listę ministrów. Rząd rozpoczął funkcjonowanie 5 marca 2014.
W grudniu tegoż roku Demokratyczny Związek Węgrów w Rumunii, wkrótce po przegranej przez premiera w wyborach prezydenckich, wystąpił z koalicji wspierającej. W konsekwencji Victor Ponta powołał swój kolejny gabinet z udziałem pozostałych koalicjantów.

## Skład rządu
- Premier: Victor Ponta (PSD)
- Wicepremier, minister rozwoju regionalnego i administracji publicznej: Liviu Dragnea (PSD)
- Wicepremier, minister spraw wewnętrznych: Gabriel Oprea (UNPR)
- Wicepremier, minister rolnictwa i rozwoju wsi: Daniel Constantin (PC)
- Wicepremier, minister kultury: Hunor Kelemen (UDMR, do listopada 2014), Csilla Hegedüs (UDMR, od listopada 2014)
- Minister spraw zagranicznych: Titus Corlățean (PSD, do listopada 2014), Teodor Meleșcanu (bezp., w listopadzie 2014), Bogdan Aurescu (bezp., od listopada 2014)
- Minister obrony narodowej: Mircea Dușa (PSD)
- Minister finansów publicznych: Ioana Petrescu (bezp.)
- Minister gospodarki: Constantin Niță (PSD)
- Minister sprawiedliwości: Robert Cazanciuc (PSD)
- Minister transportu: Dan Șova (PSD, do czerwca 2014), Ioan Rus (PSD, od czerwca 2014)
- Minister zdrowia: Nicolae Bănicioiu (PSD)
- Minister środowiska i zmian klimatycznych: Attila Korodi (UDMR)
- Minister ds. społeczeństwa informacyjnego: Răzvan Cotovelea (bezp.)
- Minister pracy, rodziny, ochrony socjalnej i osób starszych: Rovana Plumb (PSD)
- Minister edukacji: Remus Pricopie (PSD)
- Minister ds. funduszy europejskich: Eugen Teodorovici (PSD)
- Minister młodzieży i sportu: Gabriela Szabó (PSD)
- Minister delegowany ds. budżetu: Liviu Voinea (PSD, do czerwca 2014), Darius Vâlcov (PSD, od czerwca 2014)
- Minister delegowany ds. małej i średniej przedsiębiorczości oraz turystyki: Florin Jianu (bezp.)
- Minister delegowany ds. szkolnictwa wyższego, badań naukowych i rozwoju technologicznego: Mihnea Costoiu (PSD)
- Minister delegowany ds. gospodarki wodnej, leśnictwa i rybołówstwa: Adriana-Doina Pană (PSD)
- Minister delegowany ds. energii: Răzvan Nicolescu (PSD)
- Minister delegowany ds. kontaktów z parlamentem: Eugen Nicolicea (UNPR)
- Minister delegowany ds. diaspory: Bogdan Stanoevici (bezp.)
- Minister delegowany ds. dialogu społecznego: Aurelia Cristea (PSD)